# Lepidodactylus oligoporus
Lepidodactylus oligoporus — вид геконоподібних ящірок родини геконових (Gekkonidae). Ендемік Федеративних Штатів Мікронезії

## Поширення і екологія
Lepidodactylus oligoporus є ендеміками острова Тойном, що є частиною атолу Намолук в штаті Чуук. Можливо, вони мешкають також на інших островах Мортлок, або зустрічалися на них раніше. L. oligoporus живуть в прибережних чагарникових заростях Scaevola.

## Збереження
МСОП класифікує цей вид як такий, що перебуває на межі зникнення. Lepidodactylus oligoporus загрожують руйнівні шторми, зміни клімату, що можуть привести до підтоплення острова, а також можлива поява на острові геконів Lepidodactylus lugubris або L. moestus.